# Helene Blechinger
Helene Blechinger (* 1989 in Hamburg) ist eine österreichische Schauspielerin.

## Leben
Blechinger, ein Schauspielerkind (Vater: Regisseur, Mutter: Schauspielerin), wurde in Hamburg geboren und wuchs in Regensburg auf. Nach dem Abitur studierte sie von 2009 bis 2013 an der Otto-Falckenberg-Schule München Schauspiel. Bereits während ihres Studiums wirkte sie als „Elster“ in Aristophanes Die Vögel unter der Regie von Julia Hölscher und als „Serbe“ in Federico Fellinis E la nave va unter der Regie von Johan Simons an den Münchner Kammerspielen mit.
Im April 2013 debütierte sie als Bernardas jüngste Tochter in Federico García Lorcas Bernarda Albas Haus am Theater Augsburg. Dort blieb sie bis Saisonende 2015. Seit der Spielzeit 2015/2016 ist sie am Mainfranken Theater in Würzburg im Engagement.

## Rollen
- 2013–2014: Die Bekenntnisse der Marion Krotowski
- 2013–2014: Bernarda Albas Haus
- 2014–2015: Der Brandner Kaspar und das ewig’ Leben
- 2014–2015: Michael Kohlhaas
- 2014–2015: Sindbad der Seefahrer
- 2014–2015: Verrücktes Blut
- 2015: Die heilige Johanna der Schlachthöfe
- 2015: Playboy
- 2015: Bad Boys – Max & Moritz, Theater Augsburg, Regie: Sigrun Fritsch
- 2024: Führer und Verführer – Leni Riefenstahl

## Filmografie
- 2014: Diorama
- 2015: Sibylle
- 2020: In aller Freundschaft – Die jungen Ärzte (Fernsehserie, Folge Aushalten)
- 2021: Inga Lindström: Wilde Zeiten (Fernsehreihe)